# Ácido graso esencial

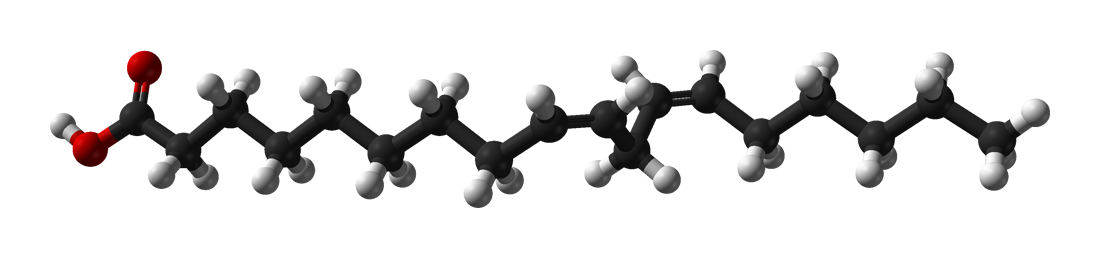
Estructura química del ácido linoleico

Los ácidos grasos esenciales son necesarios para ciertas funciones y el organismo no los puede sintetizar, por lo que deben obtenerse por medio de la dieta. Se trata de ácidos grasos poliinsaturados con todos los dobles enlaces en posición cis. Los únicos dos ácidos grasos esenciales para el ser humano son el α-linolénico (18:3ω-3) y el linoleico (18:2ω-6). Si estos se suministran, el organismo humano puede sintetizar el resto de ácidos grasos que necesita. 
Tanto la dieta como la biosíntesis suministran la mayoría de los ácidos grasos requeridos por el organismo humano, y el exceso de proteínas y glúcidos ingeridos se convierten con facilidad en ácidos grasos que se almacenan en forma de triglicéridos.
No obstante, muchos mamíferos, entre ellos los humanos, son incapaces de sintetizar ciertos ácidos grasos poliinsaturados con dobles enlaces cerca del extremo metilo de la molécula. En nuestros organismos es esencial la ingestión de un precursor en la dieta para dos series de ácidos grasos, la serie del ácido linoleico (serie ω-6) y la del ácido linolénico (serie ω-3).
Los ácidos grasos esenciales se encuentran sobre todo en el pescado azul, las semillas y frutos secos, como las de girasol, linaza o las nueces y en aceites el de oliva o pescado. 
La dieta de los animales para consumo también puede hacer que contengan gran cantidad de estos ácidos grasos. Por ejemplo, la carne de los cerdos alimentados con bellota o las gallinas alimentadas con algas y harinas de pescado que ponen huevos con mayor cantidad estos ácidos grasos.

## Algunos ácidos grasos
Ácidos grasos ω-6. Se caracterizan porque el primer doble enlace, contando a partir del extremo metilo (–CH3) de la cadena, se halla entre el 6º y 7º carbono
Ácido linoleico, 18:2 (9,12)
Ácido γ-linolénico, 18:3 (6, 9,12)
Ácido eicosadienoico, 20:2 (11,14)
Ácido dihomo-gamma-linolénico, 20:3(8,11,14)
Ácido araquidónico, 20:4(5,8,11,14)
Ácido docosadienoico, 22:2(13,16)
Ácido adrénico, 22:4(7,10,13,16)
Ácido docosapentaenoico, 22:5(4,7,10,13,16)
Ácido caléndico, 18:3(8,10,12)
Ácidos grasos ω-3. Se caracterizan porque el primer doble enlace, contando a partir del extremo metilo (–CH3), se halla entre el 3º y 4º carbonos.
Ácido α-linolénico, 18:3(9,12,15)
Ácido estearidónico, 18:4(6,9,12,15)
Ácido eicosatrienoico, 20:3 (11,14,17)
Ácido eicosatetraenoico, 20:4(8,11,14,17)
Ácido eicosapentaenoico, 20:5(5,8,11,14,17)
Ácido docosapentaenoico (ácido clupanodónico), 22:5(7,10,13,16,19)
Ácido docosahexaenoico, 22:6(4,7,10,13,16,19)
Ácido tetracosapentaenoico, 24:5(9,12,15,18,21)
Ácido tetracosahexaenoico (ácido nisínico), 24:6(6,9,12,15,18,21)
Los números a continuación del nombre significan: el primer número corresponde al número de átomos de carbono del ácido graso, el segundo tras los dos puntos el número de dobles enlaces, y los números entre paréntesis la posición de los dobles enlaces contando a partir del extremo carboxílico (–COOH) de la molécula.
- Datos: Q378154